# Monitoring jakości wód

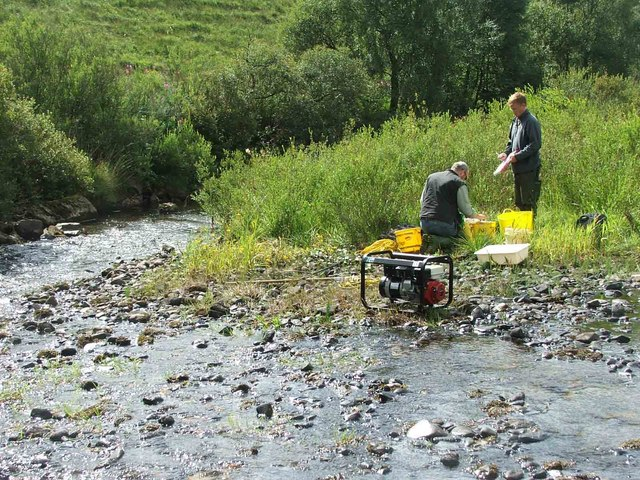
Biomonitoring ichtiofauny – jednego z elementów biologicznych stanu ekologicznego wód

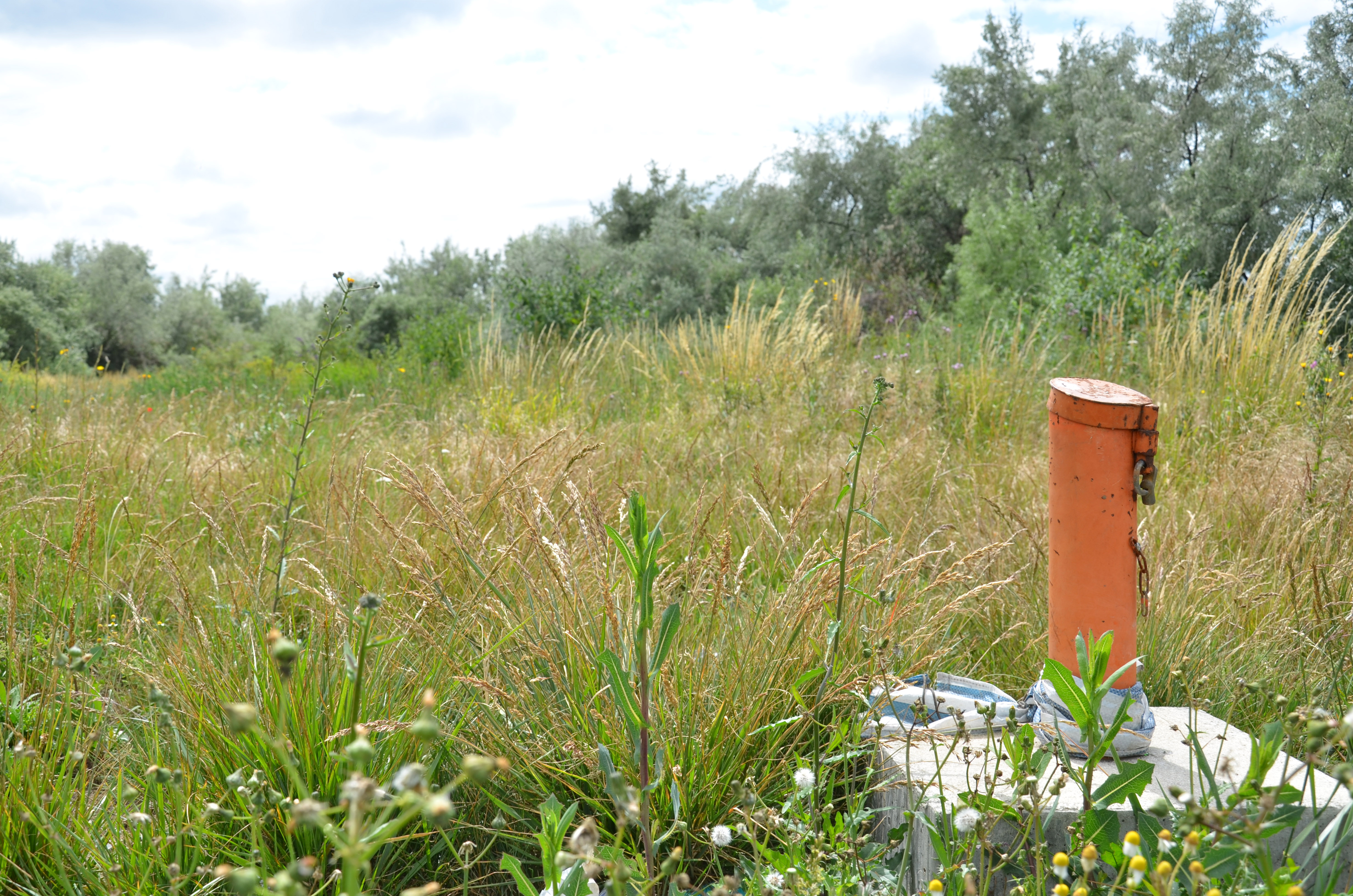
Piezometr do monitoringu wód podziemnych

Monitoring jakości wód – systematyczne pomiary, oceny i prognozy stanu środowiska wodnego. W Polsce monitoring jakości wód jest jednym z podsystemów Państwowego Monitoringu Środowiska. Celem monitoringu jest ustalenie stanu jakościowego wód, a przez to podstaw do podejmowania działań na rzecz jej poprawy w razie potrzeby. Jest to podstawa ochrony wód, zwłaszcza ochrony przed zanieczyszczeniem, zarówno zanieczyszczeniem prowadzącym do eutrofizacji, głównie pochodzącym z sektora bytowo-komunalnego i rolnictwa (zanieczyszczenia biogenne), jak i zanieczyszczeniem przemysłowym. Ponieważ ocena stanu wód powierzchniowych wykorzystywana jest do zintegrowanego zarządzania wodami, monitoring wód dotyczy wód powierzchniowych i podziemnych.
W Polsce programy monitoringu środowiska są ustalane na trzyletnie okresy.

## Rodzaje monitoringu
Monitoring wód, zgodnie z wymogami Ramowej Dyrektywy Wodnej, dzieli się na cztery rodzaje różniące się zakresem i częstotliwością badań:
- monitoring diagnostyczny
- monitoring operacyjny
- monitoring badawczy
- monitoring obszarów chronionych (w Polsce do 2011 r. prowadzony w ramach monitoringu operacyjnego).

Monitoring diagnostyczny wód powierzchniowych prowadzi się w celu:
- ustalenia stanu jednolitych części wód powierzchniowych
- określenia rodzajów oraz oszacowania wielkości znacznych oddziaływań wynikających z działalności człowieka
- zaprojektowania przyszłych programów monitoringu
- dokonania oceny długoterminowych zmian stanu wód – naturalnych i antropogenicznych.

Monitoring operacyjny prowadzi w celu:
- ustalenia stanu jednolitych części wód powierzchniowych, które zostały określone jako zagrożone niespełnieniem określonych dla nich celów środowiskowych
- dokonania oceny zmian stanu wód powierzchniowych wynikających z programów, które zostały przyjęte dla poprawy jakości wód
- obserwacji przepływu wód.

Monitoring badawczy prowadzi się w celu:
- wyjaśnienia przyczyn nieosiągnięcia celów środowiskowych określonych dla danej jednolitej części wód powierzchniowych, jeżeli wyjaśnienie tych przyczyn jest niemożliwe na podstawie danych oraz informacji uzyskanych w wyniku pomiarów i badań prowadzonych w ramach monitoringu diagnostycznego i operacyjnego
- wyjaśnienia przyczyn niespełnienia celów środowiskowych przez daną jednolitą część wód powierzchniowych, jeżeli z monitoringu diagnostycznego wynika, że cele środowiskowe wyznaczone dla danej jednolitej części wód powierzchniowych nie zostaną osiągnięte, i gdy nie rozpoczęto realizacji monitoringu operacyjnego dla tej jednolitej części wód powierzchniowych
- określenia wielkości i wpływów przypadkowego zanieczyszczenia
- ustalenia przyczyn wyraźnych rozbieżności między wynikami oceny stanu ekologicznego na podstawie biologicznych i fizykochemicznych elementów jakości.

Monitoring obszarów chronionych prowadzi się w celu takim jak diagnostyczny i operacyjny na obszarach chronionych (np. w ujęciach wody pitnej, na obszarach Natura 2000), m.in.:
- ustalenia stanu tych wód powierzchniowych
- ustalenia stopnia spełniania wymogów, jakie są dodatkowo wymagane dla wód tych obszarów
- oceny wpływu znaczących oddziaływań i skuteczności działań mających na celu powstrzymanie tych oddziaływań.

Monitoring wód podziemnych dzieli się na monitoring ich stanu chemicznego i ilościowego. Rodzaje monitoringu wód podziemnych są analogiczne do rodzajów monitoringu wód powierzchniowych.

## Służby monitoringowe
Zasadniczą część monitoringu wód wykonują wojewódzkie inspektoraty ochrony środowiska. Do nich należy badanie elementów biologicznych, fizyczno-chemicznych i chemicznych wód powierzchniowych. Elementy hydromorfologiczne bada państwowa służba hydrologiczno-meteorologiczna (Instytut Meteorologii i Gospodarki Wodnej), monitoring wód podziemnych zaś prowadzi państwowa służba hydrogeologiczna (Państwowy Instytut Geologiczny). Służby te mogą w niektórych przypadkach ze sobą współpracować, np. wojewódzki inspektorat ochrony środowiska może wykonywać uzupełniające badania parametrów fizyczno-chemicznych wód podziemnych. Organem centralnym zarządzającym monitoringiem wód jest Główny Inspektor Ochrony Środowiska (Departament Monitoringu i Informacji o Środowisku Głównego Inspektoratu Ochrony Środowiska), a dane z monitoringu wykorzystywane są przede wszystkim przez Krajowy Zarząd Gospodarki Wodnej. Wody w kąpieliskach są również przedmiotem zainteresowania Państwowej Inspekcji Sanitarnej.

## Podstawy prawne
Zarys prawny monitoringu wód przedstawiony jest w artykule 8 i załączniku V Ramowej Dyrektywy Wodnej. Poświęcony jest mu dział VII rozdziału 4 ustawy Prawo wodne i rozporządzenie ministra środowiska w sprawie form i sposobu prowadzenia monitoringu jednolitych części wód powierzchniowych i podziemnych.